# ケライノー
ケライノー（古希: Κελαινώ, Kelainō, ラテン語: Celaeno）は、ギリシア神話に登場する女性の名前である。この名前は Kelaino（暗黒）に由来し、「黒い女」の意である。同名の女性が複数知られている。以下に挙げるものの他にもダナオスの娘の一人や、アポローンと交わってデルポスの母となった女性がいる。

## アトラースの娘
アルテミスに仕える七柱の昴の女神姉妹「プレイアデス」の一柱。アトラースとプレーイオネーの娘。
海神ポセイドーンの愛人となり、その間にリュコスとエウリュピュロスを産んだ。

## タウマースの娘
ギリシア神話の怪物ハルピュイア（ハーピー）の3姉妹の1人で、ウェルギリウスの叙事詩『アエネーイス』第3巻に初登場する。タウマースとエーレクトラー（オーケアノスの娘）の娘で、虹の女神イーリスの姉妹である。『アエネーイス』では「恐ろしいケライノー」と呼ばれ、ハルピュイアの中で最長老だったが、アイネイアース達に予言を告げる。